# Anita Olsson
Anita Olsson (1940 circa) è un'ex sciatrice alpina svedese.

## Biografia
Anita Olsson, specialista delle prove tecniche, vinse il titolo nazionale nello slalom gigante nel 1959 e nello slalom speciale nel 1960 e nel 1961; in campo internazionale ottenne piazzamenti di rilievo al trofeo Holmenkollen-Kandahar 1961 (Holmenkollen, 25-26 febbraio), dove si piazzò 6ª nello slalom gigante, 7ª nello slalom speciale e 6ª nella combinata. Non prese parte a rassegne olimpiche o iridate.

## Palmarès

### Campionati svedesi
- 3 ori (slalom gigante nel 1959; slalom speciale nel 1960; slalom speciale nel 1961)[1]